# Enrique Pèlach
Enrique Pèlach y Feliu (Anglès, Gerona, 3 de octubre de 1917 - Abancay, Perú, 19 de julio de 2007), fue un  obispo español que ejerció en Perú. Fuebobispo de Abancay (1968-1992) y autor de muchas obras de la pastoral católica en el Perú.

## Biografía
Enrique Pèlach y Feliu nació el 3 de octubre de 1917 en la localidad gerundense de Anglés, en el seno de una familia numerosa -nueve hermanos-. La familia vivía en el Mas Pèlach del cercano pueblo de Sant Dalmai, municipio de Viloví de Oñar y parroquia de Estañol.
Sus estudios sacerdotales se vieron interrumpidos por la guerra civil española, en la que tuvo que participar como soldado.

### Sacerdocio
Terminada la guerra, prosiguió sus estudios y fue ordenado sacerdote el 6 de enero de 1944. Nombrado administrador del seminario diocesano de Gerona, desarrolló un amplio trabajo pastoral en la diócesis, formó a alumnos del seminario menor y se dedicó al cuidado espiritual de los sacerdotes. El 2 de agosto de 1952 solicitó su admisión como miembro de la Sociedad Sacerdotal de la Santa Cruz.
Llegó al Perú en 1957, junto con otros cuatro sacerdotes españoles: eran los primeros que iban a misionar en la nueva prelatura de Yauyos, recién creada y encomendada por la Santa Sede al Opus Dei. Como primer prelado fue nombrado Monseñor Ignacio María de Orbegozo, médico y sacerdote vasco, que buscó sacerdotes que pudieran acompañarle en la pastoral de aquella difícil región andina. Pélach fue vicario general de la Prelatura.

### Episcopado
Fue Obispo de Abancay desde su nombramiento por el Papa Pablo VI en 1968 hasta su retirada en 1992, por razones de edad. Le sucedió el sacerdote español Isidro Sala.

### Su labor en Abancay
Monseñor Pèlach tomó posesión como obispo de Abancay el 21 de julio de 1968, diócesis que contaba entonces con unos 385.000 católicos y unos 35 sacerdotes. Construyó numerosas iglesias y conventos. Creó el Seminario Menor y Mayor y son ya más de 150 los sacerdotes peruanos que estudiaron ahí. La eficacia de su labor pastoral se puede intuir incluso en el hecho de que, a su llegada había unos 10.400 católicos por sacerdote, cifra que desde los años noventa se ha reducido a unos 5.400.
Publicó, junto con Antonio Kühner (entonces obispo de la diócesis de Huánuco), un sencillo Catecismo, con dibujos del propio monseñor Pélach, del que se han vendido más de 100.000 ejemplares. También publicó el Devocionario Rezar y Cantar. Se ocupó además de la primera edición bilingüe de los Evangelios en quechua y castellano.
Junto a la labor pastoral desarrolló una amplia labor social. Fundó un asilo de ancianos, recogiendo con su camioneta a los mendigos que dormían en la calle... Para la atención de los leprosos y de los  enfermos más pobres, creó el Centro Médico “Santa Teresa”. Fundó hogares para estudiantes –de chicos y de chicas–, postas médicas, etc. Conseguía fondos con sus visitas a parroquias de Cataluña, de Alemania y otros lugares en Europa.
Como Obispo emérito, falleció a los 89 años el 19 de julio de 2007. Fue enterrado en la Catedral de Abancay. La diócesis ha iniciado su proceso de beatificación.

## Obras
- Enrique Pèlach, y Antonio Kühner: Catecismo de la doctrina cristiana: texto nacional, Lima: Editorial Andina, 1975
- Enrique Pèlach y Feliu y Demetrio Molloy MacDermott: Santos Evangelios y Hechos de los Apóstoles: primera versión católica en quechua y castellano, Abancay: Editorial Andina, 1974
- Enrique Pèlach y Feliu: "Abancay: un obispo en los Andes peruanos", Madrid, Rialp, 2005, 1ª, 173 pp.